# Streetcar
Streetcar è un singolo dei Funeral for a Friend, pubblicato il 30 maggio 2005 come prima canzone estratta da Hours, l'album uscito lo stesso anno. Ha raggiunto la 15ª posizione nella Official Singles Chart, dove è rimasto per 3 settimane. Si tratta della posizione più alta mai raggiunta da un singolo della band in classifica. È una delle canzoni più note e popolari della band, tanto da costituire una presenza fissa nelle scalette dei concerti sin dalla sua uscita. La canzone è inclusa nella colonna sonora del videogioco Madden NFL 06. Streetcar figura anche in Final Hours at Hammersmith (2006), in Your History Is Mine: 2002-2009 (2009), in Casually Dressed & Deep in Conversation: Live and in Full at Shepherds Bush Empire (2012) e nel Live from the Roundhouse (2013).

## Video
Il video è ambientato in una scuola dall'aspetto austero e dai colori tetri per la fioca illuminazione. Nel video compare anche la stessa ragazza che figura sulla copertina di Hours, che compie gli stessi gesti che sono poi stati immortalati sulla copertina dell'album. La scena introduttiva mostra il cantante Matt Davies che compone un numero in una cabina telefonica, in corrispondenza con l'intro della canzone, in cui si sente il suono di un telefono quando si compone un numero. Il seguito del video raffigura la band che suona la canzone alternata a scene fra studenti di quella scuola; due ragazzi si baciano, altri due litigano, altri saltano sui banchi del laboratorio di scienze rompendo ampolle e attrezzi.

## Tracce
CD
1. Streetcar – 3:39
2. I Am the Arsonist – 4:50

CD
1. Streetcar – 3:39
2. Lazarus (In the Wilderness) – 2:50

Vinile
1. Streetcar – 3:39
2. This Letter – 3:17

## Artwork
La copertina del singolo è analoga a quella dell'album, dove compare una ragazza in primo piano con degli armadietti scolastici blu sullo sfondo, ma in questo caso al posto della ragazza vi è un ragazzo. Una copertina alternativa mostra gli stessi armadietti coperti da scritte murali, ma senza alcuna figura in primo piano.

## Formazione

### Band
- Matthew Davies-Kreye - voce
- Kris Coombs-Roberts - chitarra
- Darran Smith - chitarra
- Ryan Richards - batteria
- Gareth Davies - basso

### Altro personale
- Kate Hamilton - voce al telefono
- Storme, Lisa & Joel - Parlato
- Terry Date - produzione, registrazione e mixaggio
- Junichi "Jun" Murakawa - Assistente al mixaggio presso Bay 7
- Ted Jensen - Masterizzazione presso Sterling Sound (New York)